# ジャンヌ・ダルク列聖
ジャンヌ・ダルク列聖（英語: Canonization of Joan of Arc）とは、1920年5月16日、ジャンヌ・ダルクが教皇ベネディクトゥス15世により（教皇勅書『ディヴィナ・ディスポネンテ』による）カトリック教会の聖人に列聖されたことをいう。

## 概要
1431年、ジャンヌ・ダルクはイングランド支持の聖職者により裁判にかけられ、異端として火刑に処されたが、死後の再審により1456年に復権。1869年に、フランスのオルレアンの司教フェリックス・デュパンルーがジャンヌの列聖を申請した。1909年4月18日にローマ教皇ピウス10世により列福。その後、1920年5月16日に教皇ベネディクトゥス15世により列聖される。そして、フランスのカトリック教徒とフランスのためにイングランドと戦うことを神によって命じられたという話に触発された兵士たちの守護聖人となる。多くのフランス政権はジャンヌの崇敬を奨励し、フランス第三共和政は1905年の政教分離の前に列聖嘆願書に賛成していた。

## 聖人への道のり

### ジャンヌの死と15世紀
宗教裁判所によって破門されたか、調査された他の聖人と同様に、(例えばアレクサンドリアのアタナシオス、アビラのテレサと十字架のヨハネ)ジャンヌは審問の法廷によって審理された。ジャンヌの場合は、法廷はルーアンのヴィユ・マルシェ広場で彼女の処刑に至って、イングランド(北フランスを占領していた)によって影響されていた。フランスが1449年にルーアンを取り戻したとき、一連の調査は開始された。ジャンヌの生存している家族、母のイザベル・ロメと2人の兄ピエール・ダルクとジャン(オルレアンの包囲戦でジャンヌと共に戦った)は、教皇ニコラウス5世にジャンヌの事件の再審を請願した。正式な訴えは、教皇カリストゥス3世の庇護を受け、ジャン・ブレアル異端検察総監によって、1455年に行われた。イザベルは、ノートルダム大聖堂で上告事件を審理する裁判の開会式で熱のこもった訴えで彼女の娘の名誉を明らかにすることを求める演説した。ブレアル異端検察総監は教会法に違反した法廷によって処刑された殉教者として記述した事件の証拠をまとめ、1456年7月7日にジャンヌの前判決が破棄され、有罪判決の無効が宣言された。オルレアン市は1432年から毎年ジャンヌを記念し、1435年以降は、包囲の解除を中心とする宗教的な演劇を行った。その演劇は、ジャンヌが天使に導かれる神聖な救済者として表現されている。
訴えの後まもなく、教皇ピウス2世は回顧録で、ジャンヌについて賛成を示す箇所を書いている。

### 16世紀
宗教戦争の間、プロテスタントの団体と戦うために組織されたカトリック連盟の象徴としてジャンヌは用いられた。
そして、匿名の著者はジャンヌの伝記を著した。それは、1500年頃に「教皇ルイ12世の命令によって」編集されたと述べた。

### 18世紀および19世紀
ジャンヌが君主国に奉仕した敬虔なカトリック教徒であったので、ジャンヌの個人崇敬はフランス革命の指導者たちによって反対された。彼らはオルレアンの包囲戦の解放を毎年祝うことを禁止し、そして、剣とバナーを含むジャンヌの遺物は破壊された。1571年にオルレアンの人々によって建立されたジャンヌ像(1568年にプロテスタントによって破壊されたものを置き換えた)は、溶かされて大砲となった。 
ナポレオンは、1803年に次のように記している。
翌年の1804年にナポレオンは皇帝となるが、彼は自己の権威を正当化するため、そしてフランス国民の国粋主義を高揚させるためにジャンヌを利用できると認識していた。ナポレオンは、オルレアン市が年に一度、「オルレアン包囲戦からの解放」の日を祝うことを許し、オーギュスタン・デュプレに記念コインを鋳造するよう命じた 。そして、ジャン-アントワーヌ・シャプタルはオルレアン市長に市議会による決議がエドム-フランソワ-エティエンヌ・ゴワによるジャンヌ像を建立することを承認したと報告した。
ゴワの作品は1855年にドフィーヌ広場へ移転され、デニス・フォヤティエによるジャンヌ像に置き換えられた。
最初の全編のジャンヌの伝記はニコラス・レンゲル・デュ・フレノワとクレマン・シャルル・フランソワーズ・デ・ラヴェルディと認められているが、数人のイングランドの著者は皮肉なことに彼女の列聖に繋がる動きを引き起こした。ハーバード大学の英文学科のハーシェル・ベイカー教授は、リヴァーサイド版シェイクスピア『ヘンリー六世』への序文で、次のことを注記している。すなわち、いかにウィリアム・ウォーバートンが『ヘンリー六世 第1部』におけるジャンヌの描写に衝撃を受けたか、そして、エドモンド・マローンが、「『ヘンリー六世』の３つの章についての論文」の中で、シェイクスピアが作品に関与していないことを証明しようとしたということである。(1974; p.587)。チャールズ・ラムは、サミュエル・テイラー・コールリッジが、『The Destiny of Nations』の初稿で、ジャンヌを酒飲みに給仕する「ポットガール」(pot-girl)に改変し、貶めたことを非難した（『The Destiny of Nations』は元々、ロバート・サウジーの叙事詩『ジャンヌ・ダルク』の一部であった）。ジャンヌはマホン卿による「クォータリー・レビュー」のための、そして、トマス・ド・クインシーによる「タイトズ・エジンバラ・マガジン」のためのエッセイの主題となった。
1890年、イギリスで設立されたジャンヌ・ダルク教会は、ジャンヌに捧げられている。
ジャンヌが大衆文化の中により深く浸透するようになると、フランス政府はエマニュエル・フレミエに、(1870年から1914年まで国の唯一の公共委員会州の唯一の公共委員会である) ピラミッド広場にジャンヌの像を建てるよう依頼した。歴史家のジュール・キシュラの著作(ラテン語)である2つの裁判記録（1841-1849）は、列聖運動に影響を与えた。
1869年に、ジャンヌがオルレアンの包囲を解放した440周年を記念して、オルレアンの司教フェリックス・デュパンルーは、オルレアンへの経路の間にジャンヌが入ったり解放した町を含む司教たちを招待した。アンリ-アレクサンドル・ワロンの支援を受けて、デュパンルー司教は、教皇レオ13世に、ジャンヌが正式に列聖されるための請願書（出席している高官によって署名される）を提出した。だが、普仏戦争は更なる行動を延期される。
宣誓証言は1874年に収集され始め、ルイジ・ビリオ枢機卿が1876年に受け取った。デュパンルーの後継者であるピエール-ヘクター・コウリエ司教は、ジャンヌの裁判と復権からジャンヌの行いと証言を認証するための尋問を指示した。1894年1月27日、ローマ教皇庁(ベネデット・アロイシ-マセッラ枢機卿, アンジェロ・ビアンキ、ブノワ-マリー・ランジュ、 ルイージ・マッキー、カミッロ・マゼッラ、ポール・メルシャーズ、 マリオ・モシェニ、ルシード・パロッチ、フルコ・ルイジ・ラッフォ-シッラ、そしてイシドロ・ヴェルガ)の、レオ１３世がその午後に署名した「Commissio Introductionis Causæ Servæ Dei Joannæ d'Arc」への投票は満場一致となった  。

### 20世紀
だが、聖人への道は順調に進まなかった。1902年8月20日、教会会議(ローマ教皇による枢機卿の正式な会議)は聖人暦にジャンヌを加えることを拒否した。
1903年11月17日、ローマ教皇庁は、教皇ピウス10世の命令でジャンヌの根拠を議論するために会合する。ジャンヌの英雄的な美徳を宣言する教令はセラフィーノ・クレトニ枢機卿によって1904年1月6日に発表され、ピウス10世は1月8日にジャンヌを「尊者」と宣言した。
3つの奇跡の教令は1908年12月13日に発表され、5日後、1909年1月24日にローマ教皇庁によって正式に列福の教令が読み上げられた。
列福式は1909年4月18日に行われ、セバスティアーノ・マルティネッリ枢機卿とマリアーノ・ランポッラガが主宰した。スタニスラス・トゥシェ司教がミサを執り行った。枢機卿セラフィーノ・ヴァンヌテッリ、 ピエール・アンドリュー、ルイス・ルソン、コージェ、ジローラモ・マリア・ゴッティ、ホセ・カラザック・ヴィーヴ・イ・トゥト、当時の高位聖職者の ラファエル・メリー・デル・ヴァル、ジョン・パトリック・ファレル司教、トーマス・ケネディ司教、高位聖職者のロバート・セトン、マルタ騎士団のトリブヌスの一員である伯爵ジュリオ・ポーロ-ランバンテンギ (ルイージ・ポーロ・ランバンテムの孫)、公爵アレンソンとヴァンドーム公、当時の大司教であるウィリアム・ヘンリー・オコネル、そして、ノーフォーク公が出席した。その式典が正統王朝主義者によってフランス第三共和政を攻撃するために使われることはないと決定したピウス10世は、午後に70人のフランスの高位聖職者の側で聖遺物を崇敬した。

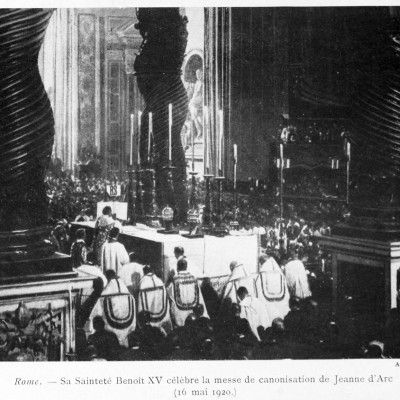
ジャンヌ・ダルク列聖式(1920年5月16日)

ジャンヌの列福は、フランスの鋳造された硬貨と記念メダイの作成を容易にするジャンフィア転写彫刻機（ダイ彫刻パンタグラフとも呼ばれる）の発明とほぼ一致した。この発明は、既に確立されたフランスの彫刻の伝統とともに、ジャンヌの列福に新たな要素を追加した。ジャンヌの人生からの場面を主としたセットのよく作られた宗教芸術のメダイである。
1911年には、エドモンド・リッチャーの初期のジャンヌ・ダルク時代の歴史である1625年から1630年にかけて書かれたオルレアンの乙女の物語は、1911年にアンリとジュール・デスクレエによって2巻で出版された。
第一次世界大戦中、フランス軍はジャンヌの肖像画を戦場に持ち込んだ。ある戦闘中に、彼らは低雲に投射されたドイツ軍のサーチライトの形をジャンヌの出現と解釈し、彼らの士気を大幅に強化した。
ジャンヌの列聖式は1920年5月16日に行われ、ジャンヌの家族の子孫140人を含む60,000人以上が出席した。
ヴァンドーム、マルタ騎士団のランバンギ、現在の司教オコネル、ガブリエル・ハノトウ、ジナイダ・ユスポヴァ公女、イリナ・アレクサンドロヴナ公女、フョードル・アレクサンドロヴィチ皇太子、ミゲル2世・デ・ブラガンサ公、サリス・ソグリオ伯爵、ラファエル・ヴァレンティン・エラズリーツ、ディエゴ・ヴォン・ベルゲン、ジョン・パトリック・キャロル司教、エドワード・ジョセフ・ハンナ大司教、ダニエル・メアリー・ゴーマン司教、ローマのアメリカンカレッジの学生自治会のポール・ジョセフ・ナスバウム司教、サン・ピエトロ大聖堂に入り、儀式を主宰した教皇ベネディクトゥス15世を歓迎した現在の枢機卿メリー・デル・ヴァル、といった高位の人々が含まれる。ジャンヌの列聖をもたらす教皇ベネディクトゥス15世の教皇勅書は、同日付の『ディヴィナ・ディスポネンテ』である。およそ10万人の人々が、ロンドンのウェストミンスター大聖堂とフランスの教会で祝った。
1920年5月18日のル・マティンでは、元大統領のレイモンド・ポアンカレは、ジャンヌの列聖について、次のように記している。

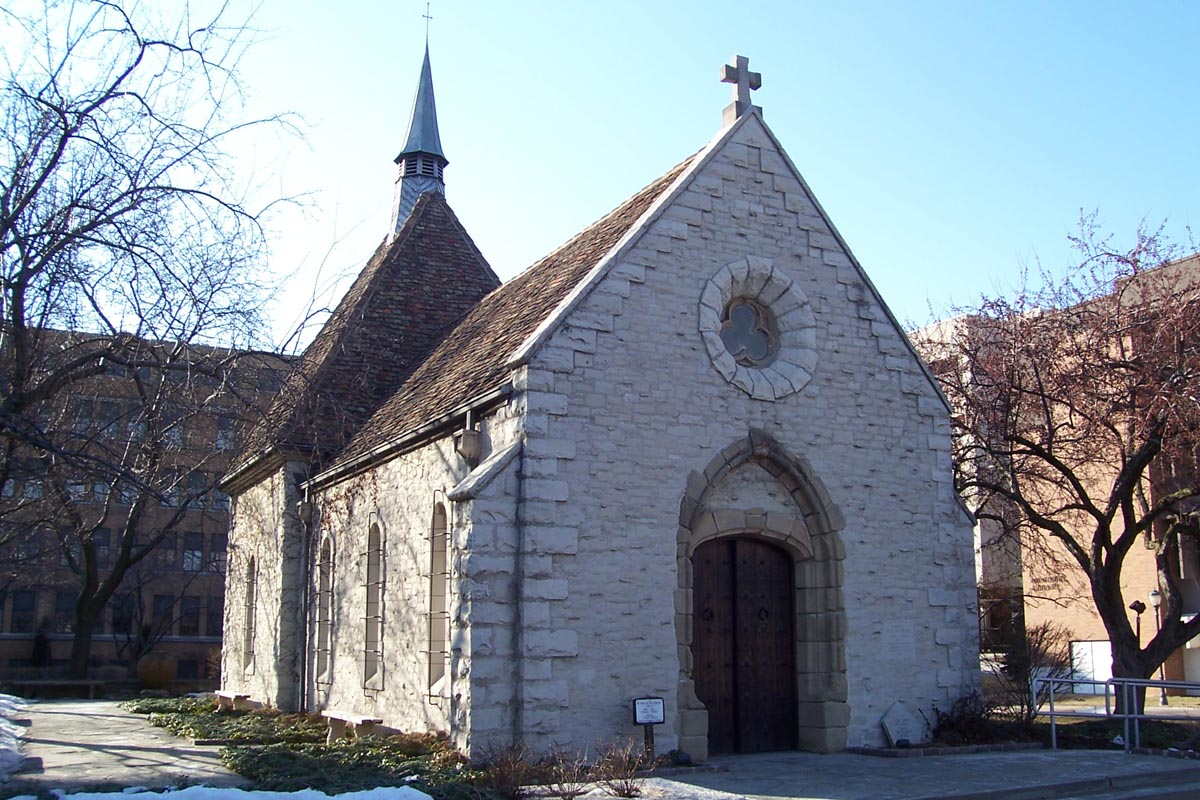
マーケット大学の聖ジャンヌ・ダルク礼拝堂。(フランスより移築)

ジャンヌ・ダルクの記念日は5月30日である。ジャンヌの祝祭日は、特にフランスの多くの地方および地域の教会で祝われている。列聖以来、10年の間に世界中の多くのカトリック教会にジャンヌ・ダルクの名前が付けられている。ジャンヌはカトリック教徒に崇敬され人気が高く、特にフランスでは、愛国心とナショナリズム、カトリックの信仰という要素によって民族の誇りと象徴となっている。